# 尤爾伊夫卡 (梅利托波爾區)
46°36′20″N 35°10′41″E / 46.60556°N 35.17806°E
尤爾伊夫卡（烏克蘭語：Юр'ївка）是位於烏克蘭東南部的村莊，由扎波羅熱州梅利托波爾區的亞基米夫卡市鎮負責管轄。該村面積0.49平方公里，海拔高度3米，2001年人口159，人口密度每平方公里324.5人。